# Фанданго (фильм, 1985)
«Фанданго» — американский кинофильм Кевина Рейнольдса 1985 года.

## Сюжет
Пять закадычных друзей, окончивших колледж, получают повестки с требованием явиться на призывной пункт, отправляются в последнее путешествие перед тем, как их заберут в армию и отправят воевать во Вьетнам. Двое из них расторгают помолвку, решая, что так будет лучше. Они едут через Техас, чтобы напоследок раскопать закопанную бутылку Dom Pérignon, которую закопали в дни, когда гуляли вместе и обещали раскопать в момент, когда в жизни произойдет нечто исключительное. По пути они подбирают девушек, пытаются спрыгнуть с парашютом, прицепиться к поезду, чтобы тот тащил их сломавшуюся машину. Некоторые из них в конце путешествия решат уехать в Канаду, чтобы избежать армии, некоторые решат вернуться и исполнить свой долг. Организовав другу празднование свадьбы в незнакомом городе, они расстаются.

## В ролях
- Кевин Костнер — Гарднер Барнс
- Джадд Нельсон — Фил Хикс
- Сэм Робардс — Кеннет Ваггенер
- Чак Буш — Дорман
- Элизабет Дэйли — Джуди
- Сьюзи Эмис — Дебби
- Гленн Хидли — Трелис